# Аросениус, Ивар
Ивар Аксель Хенрик Аросениус (швед. Ivar Arosenius, 8 октября 1878, Гётеборг — 2 января 1909, Эльвенген) — шведский художник и иллюстратор, один из известнейших представителей шведского символизма. Самая известная из его книг, швед. Kattresan («Путешествие кота») была издана посмертно в 1909 году.

## Биография и творчество
Родился в семье путевого инженера. Учился живописи в Гётеборге у Карла Вильгельмсона в течение года в 1897 году, затем был принят в Академию изящных искусств в Стокгольме. Разочаровавшись в академическом образовании, сначала посещал как вольнослушатель художественную школу при Союзе Художников (швед. Konstnärsförbundet), где учился у Рихарда Берга, а в 1901 году вернулся в Гётеборг, где продолжил занятия у Карла Вильгельмсона. Попал под сильное влияние датского художника Оле Крузе, посетившего Гётеборг, и заинтересовался средневековым и народным искусством.

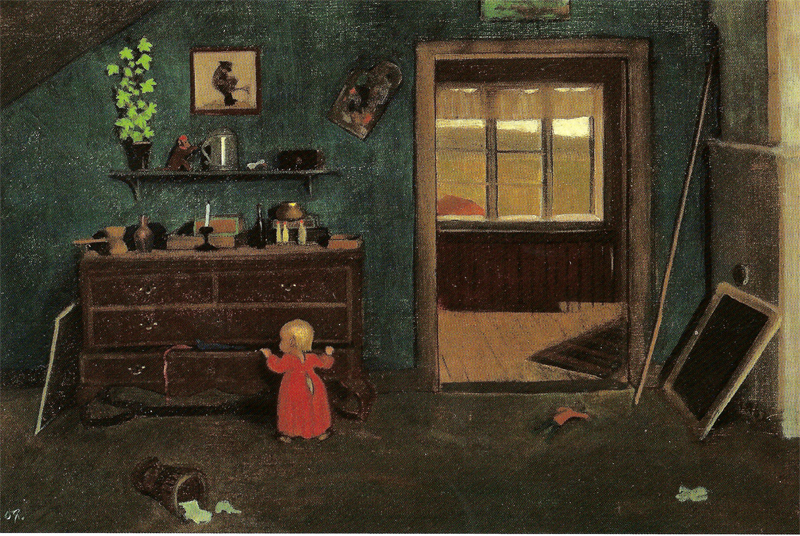
Интерьер, девочка у комода, 1907, Атенеум, Хельсинки

В 1904 году через Мюнхен приехал в Париж. После проведенного в рыбацкой деревне Кудвилль (фр. Coudeville) вернулся в Париж, где в 1905 году принял участие в Салоне Независимых (фр. Salon des Indépendants). Его работы получили там положительные отзывы публики, что существенно подняло самооценку художника. В том же году художник возвращается в Швецию, в Стокгольме проходит его первая первоначальная выставка, на которой экспонируются 173 работы.
Вернувшись в Гётеборг, Аросениус познакомился с Идой (Эвой) Адлер (род. 1879). Женился на ней в 1906 году и они переехали в Обю (швед. Åby) около Норрчёпинга, где родилась их дочь Лилиан. В 1907 году семья переехала в коттедж в Элвэнген (швед. Älvängen) в окрестностях Гётеборга. На картинах Аросениуса последних лет жизни постоянным сюжетом являются тёмные комнаты коттеджа с фигурами его жены и дочери. В то же самое время он разрабатывает мифологические и фольклорные сюжеты в своих акварелях.
В 1906—1907 годах Аросениус сотрудничает с газетами Strix и Söndags-Nisse. Последняя выпускает 21 апреля 1907 номер, целиком составленный из произведений художника.
В 1908 году прошла большая выставка художника, сначала в Лунде, затем в галерее Валанн (швед. Valand) в Гётеборге. Художественный музей Гётеборга приобрёл несколько его произведений.
Умер в возрасте тридцати лет от гемофилии (оба его брата также умерли от гемофилии).
В честь художника назван Фонд Аросениуса, образованный Шведским Обществом Гемофилии для проведения научных исследований.

## Галерея

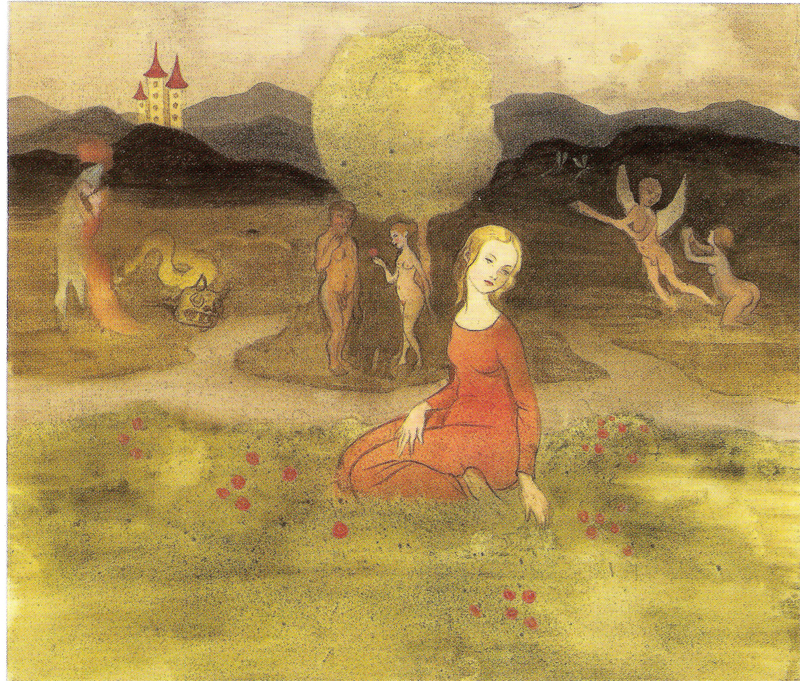
Любовные мечты (акварель)
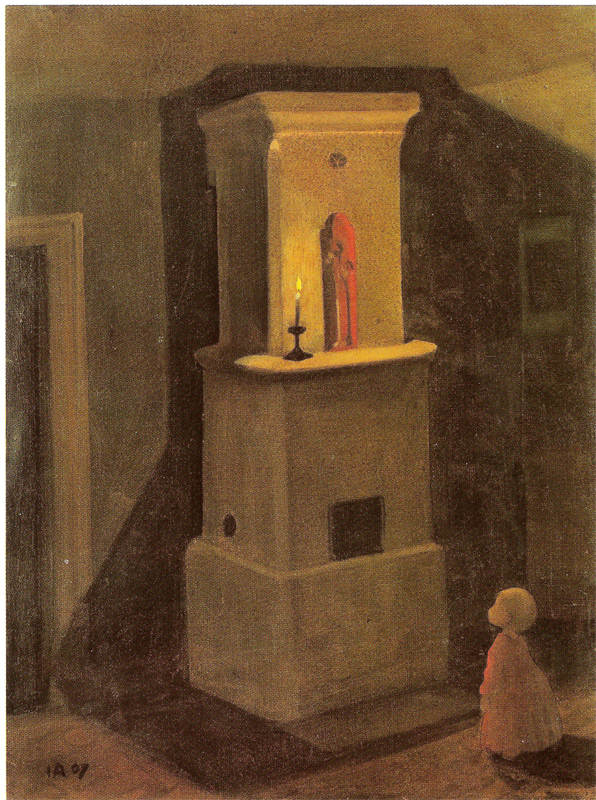
Девочка и свеча
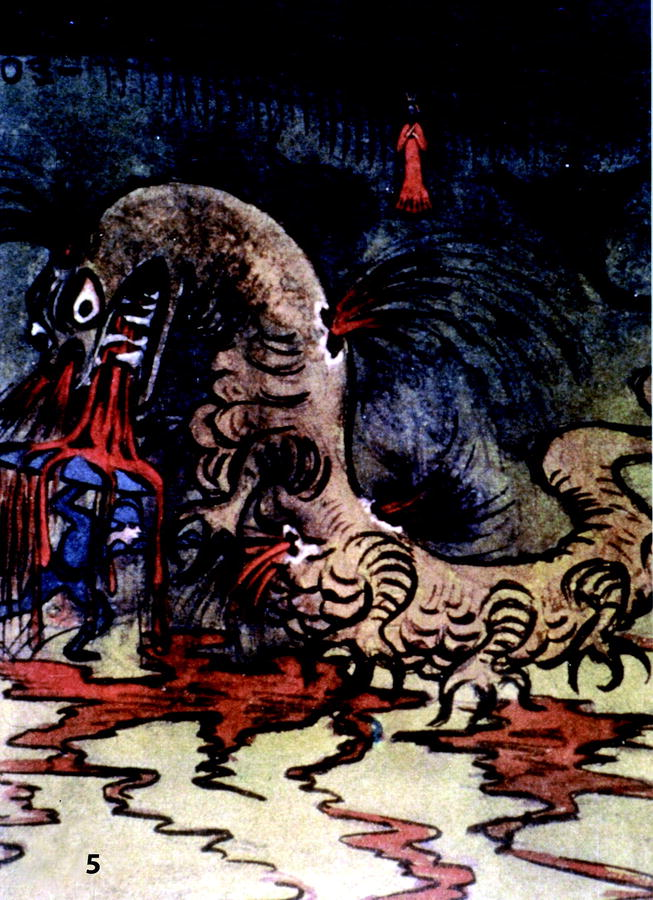
Чудо Георгия о змие (акварель)